# Gianni De Magistris
Gianni De Magistris (ur. 3 grudnia 1950 we Florencji) – włoski piłkarz wodny, srebrny medalista olimpijski z Montrealu. 
Pięciokrotnie uczestniczył na letnich igrzyskach olimpijskich (IO 1968, IO 1972, IO 1976, IO 1980, IO 1984). Na igrzyskach w Montrealu w 1976 roku wraz z kolegami zdobył srebrny medal. Zagrał wtedy w 8 meczach, zdobywając 11 bramek.
Jego brat Riccardo również zdobył srebrny medal w piłce wodnej na igrzyskach olimpijskich w 1976.